# Sigmodota
Genre
Sigmodota est un genre d'holothuries (concombres de mer), de la famille des Chiridotidae.

## Liste des genres
Selon World Register of Marine Species (5 octobre 2020) :
- Sigmodota contorta (Ludwig, 1875)
- Sigmodota dubia (Clark, 1921)
- Sigmodota magdarogera O'Loughlin in O'Loughlin et al., 2015
- Sigmodota magnibacula (Massin & Hétérier, 2004)

## Galerie

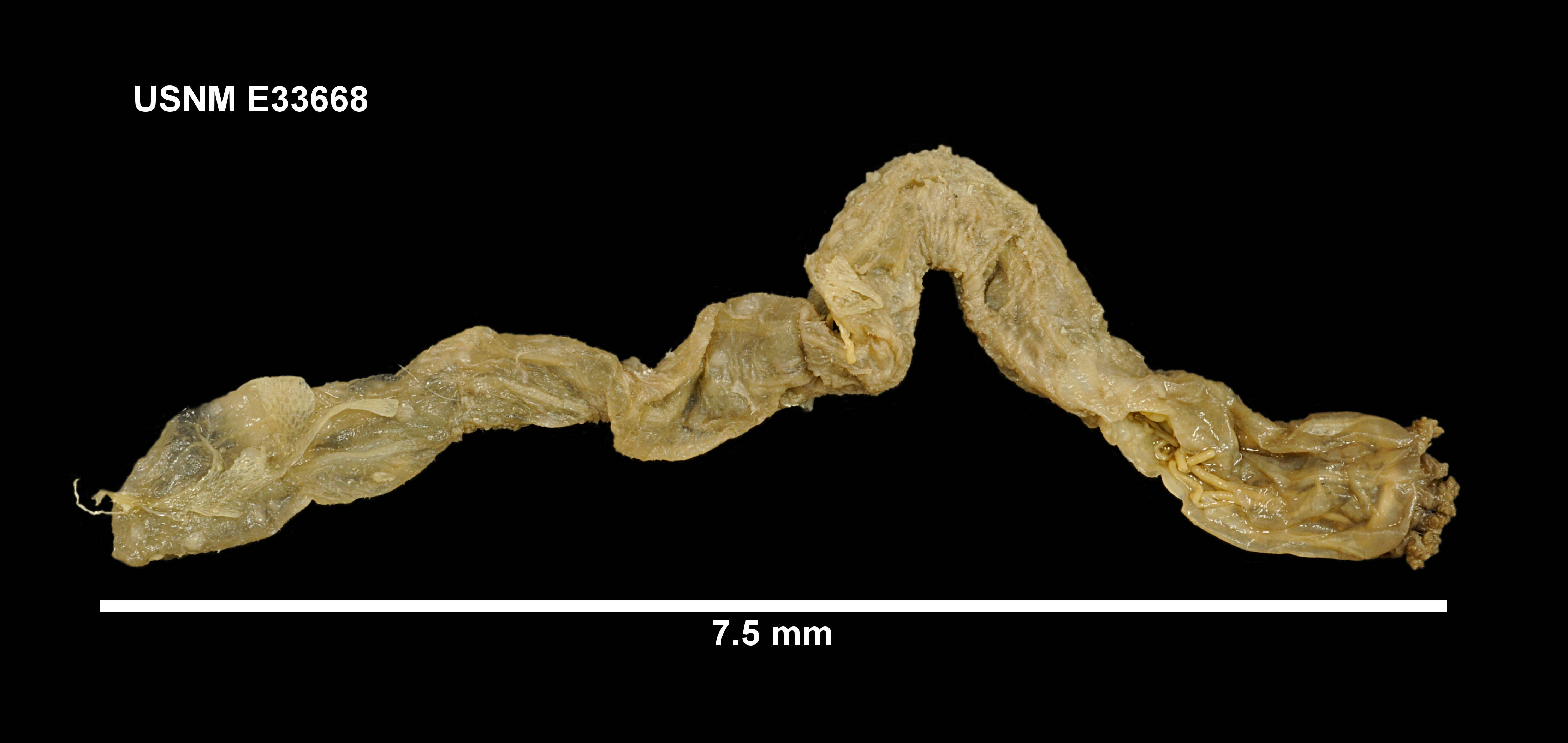
Sigmodota magnibacula.